# 25580 Xuelai
25580 Xuelai è un asteroide della fascia principale. Scoperto nel 1999, presenta un'orbita caratterizzata da un semiasse maggiore pari a 2,7573248 UA e da un'eccentricità di 0,1127573, inclinata di 3,36266° rispetto all'eclittica.